# Renaissance
Renaissance é uma banda de rock progressivo do Reino Unido popular nos anos 1970. Considerada uma das melhores bandas progressivas nesse período ao lado de Yes, Pink Floyd, Genesis, Camel, Focus, Eloy e Gentle Giant.

## História
Os ex-membros da banda The Yardbirds Paul Samwell-Smith, Keith Relf e Jim McCarty organizaram um novo grupo dedicado à experimentação entre rock, música folclórica e música erudita. Juntamente com o baixista Louis Cenammo, o pianista John Hawken e a vocalista Jane (irmã de Relf) lançaram dois álbuns com a Elektra Records e Island Records, mas logo se dissolveram, deixando McCarty para reformular uma nova formação para a banda, na qual entraram e saíram vários membros. Apesar disso, logo depois McCarty também deixou o grupo.
A nova formação, provavelmente a mais famosa na história da banda, consistia de Annie Haslam no vocal, Michael Dunford no violão, John Tout no piano, Jon Camp no baixo e vocal e Terry Sullivan na bateria. Lançaram Prologue em 1972, com músicas escritas por Dunford e McCarty e letras pela poetisa Betty Thatcher.
Nos anos 1970 a banda teve uma carreira bem sucedida comercialmente. Influenciados pela música erudita, incluiam em suas canções referências a compositores como Bach, Chopin, Albinoni, Debussy, Rachmaninoff, Rimsky-Korsakov e Prokofiev, entre outros. De 1973 a 1977, eles lançaram 4 ótimos álbuns de estúdio e um ao vivo: Ashes are Burning (73), Turn of the Cards (74), Scheherazade and Other Stories (75), Live at Carnegie Hall (76) e Novella (77). 
O Renaissance emplacou a canção "Northern Lights" em 1978, retirada do álbum A Song for All Seasons, mas o mesmo não aconteceu com o álbum seguinte de 1979, Azure D'or, o qual deixou os fãs infelizes com a mudança no som da banda, que abandonou os arranjos orquestrais e passou a utilizar sintetizadores, um caminho seguido pela maioria das bandas de rock progressivo da época. Camp assumiu mais responsabilidade na composição, e Tout e Sullivan deixaram a banda. Haslam, Dunford e Camp lançaram dois álbuns nos anos 1980 e se separaram em 1987.
No final dos anos 1990, Haslam e Dunford formaram suas próprias bandas utilizando o nome Renaissance, lançando álbuns com diferentes formações. A banda se reuniu em 2002 para gravar o álbum Tuscany e se apresentar em um concerto na Astoria em Londres antes de partir para uma pequena turnê no Japão. Annie Haslam então anunciou que a reunião não seria continuada. 
Em 2005, com a banda Renaissant, Terry Sullivan gravou o álbum South of Winter, ao estilo Renaissance, com letras por Betty Tatcher e contribuições no teclado por John Tout, que faleceu no dia 1º de maio de 2015, em Londres.

## Integrantes
- Keith Relf - vocal, guitarra e gaita (1969-1970)
- Jim McCarty - bateria e vocal (1969-1970)
- John Hawken - teclado (1969-1970)
- Louis Cennamo - baixo (1969-1970)
- Jane Relf - vocal (1969-1970)
- Terry Crowe - vocal (1970-1972)
- Terry Slade - bateria (1970-1972)
- Neil Korner - baixo (1970-1971)
- Mick Dunford - guitarra (1970-1972, desde 1973)
- Binky Cullom - vocal (1970-1971)
- John Tout - teclado (1970-1981, 1998-1998)
- Annie Haslam - vocal (desde 1972)
- Danny McCullough - baixo (desde 1971)
- Frank Farrell - baixo (desde 1971)
- John Wetton - baixo (1971-1972)
- Terence Sullivan - bateria (1972-1981, desde 1998)
- Jon Camp - baixo, guitarra e vocal (1972-1985)
- Mick Parsons - guitarra (1972) (morto em acidente de carro)
- Rob Hendry - guitarra (1972-1973)
- Peter Finer - guitarra (1973-1973)
- Peter Barron - bateria (1981-1983)
- Peter Gosling - teclado (1981-1983)
- Ian Mosley - bateria (1983)
- Eddie Hardin - teclado (1983)
- Nick Magnus - teclado (1983)
- Gavin Harrison - bateria (1983-1984)
- Mike Taylor - teclado (1983-1984)
- Greg Carter - bateria (1984-1985)
- Raphael Rudd - bateria e harpa (1984-1998)
- Charles Descarfino - bateria (1985-1998)
- Mark Lampariello (ou Mark Lambert) - baixo e guitarra (1985-1998)
- Roy Wood - baixo, teclado e percussão (1998)
- Alex Caird - baixo (1998-2001)
- Mickey Simmonds - teclado (desde 1998)
- David Keyes - baixo (desde 2001)
- Rave Tesar - teclado (desde 2001)

## Discografia

### Álbuns
- Renaissance (1969)
- Illusion (1971)
- Prologue (1972)
- Ashes are Burning (1973)
- Turn of the Cards (1974)
- Scheherazade and Other Stories (1975)
- Novella (1977)
- A Song for All Seasons (1978)
- Azure D'or (1979)
- Camera Camera (1981)
- Time-Line (1983)
- The Other Woman (1994, grupo de Michael Dunford)
- Blessing in Disguise (1994, grupo de Annie Haslam)
- Ocean Gypsy (1997, grupo de Michael Dunford)
- Unplugged Live at the Academy of Music (2000)
- Tuscany (2001, Annie Haslam e Michael Dunford)
- Grandine Il Vento (2013)
- Symphony of the Light (2014)

### Ao vivo
- Live at Carnegie Hall (1976)
- Live at the Royal Albert Hall : King Biscuit Flower Hour Vol. 1 (1977)
- Live at the Royal Albert Hall :King Biscuit Flower Hour Vol. 2 (1977)

- Album remasterizado para cd em 1997. No Brasil, foi lançado neste mesmo ano pela Abril Music.
- The BBC Sessions 1975-1978 (1999)
- In the Land of the Rising Sun : Live in Japan 2002 (2002)

### Compilações
- Tales of 1001 Nights Volume I (1990)
- Tales of 1001 Nights Volume II (1990)
- Da Capo (1995)
- Songs from Renaissance Days (1997) (canções não lançadas e demos)
- Day Of The Dreamer (2000) (apresentações ao vivo desde 1977)